# Anna Paquin
Anna Helene Paquin (* 24. července 1982, Winnipeg, Manitoba, Kanada) je novozélandská herečka narozená v Kanadě.
Jejím prvním úspěšným filmem bylo Piano, za něž získala Oscara v kategorii nejlepší herečka ve vedlejší roli. Ve svých 11 letech se tak stala druhou nejmladší oscarovou vítězkou v historii. Známou se stala ale až téměř o půl dekády později, když se začala objevovat v úspěšných filmech jako Taková normální holka, Na pokraji slávy a ve filmové trilogii X-Men. U kritiků získala ohlas i za roli Sookie Stackhouse v seriálu Pravá krev z produkce HBO, kterou si v roce 2008 vysloužila Zlatý glóbus za nejlepší herecký výkon v dramatickém seriálu.

## Životopis
Narodila se v městě Winnipeg v Manitobě v Kanadě jako dcera učitelky angličtiny a Novozélanďanky Mary Paquin (za svobodna Brophy) a středoškolského učitele tělocviku kanadského původu Briana Paquina. Je nejmladší ze tří děti; má dva starší sourozence: bratra Andrew, který se stal režisérem a narodil se v roce 1977 a sestru Katyu, která se narodila v roce 1980 a je partnerkou Russela Normana, předsedou politické strany Green Party. Její rodina se přestěhovala na Nový Zéland, když ji byly čtyři roky. Do osmi nebo devíti let navštěvovala Raphael House Rudolf Steiner School. V dětství mezi její záliby patřily hraní na violu, violoncello a klavír. Také dělala gymnastiku, balet, plavání a lyžování, než se začala zajímat o hraní.
V letech 1994–1995 dokončovala na Novém Zélandu vzdělání na Hutt Intermediate School. Poté začalo její středoškolské vzdělání ve Wellingtonu na Wellington Girls' College, ale přestoupila na Windward School v Los Angeles, kam se se svou matkou přestěhovala po rozvodu rodičů v roce 1995. V červnu 2000 absolvovala Windward School a vyplnila požadavek školy týkající se veřejně prospěšných prací tím, že pracovala v jídelně v Los Angeles a ve speciálním vzdělávacím centru. Rok studovala na univerzitě v Kolumbii, ale nakonec školu opustila, protože chtěla pokračovat se svou hereckou kariérou.

## Osobní život

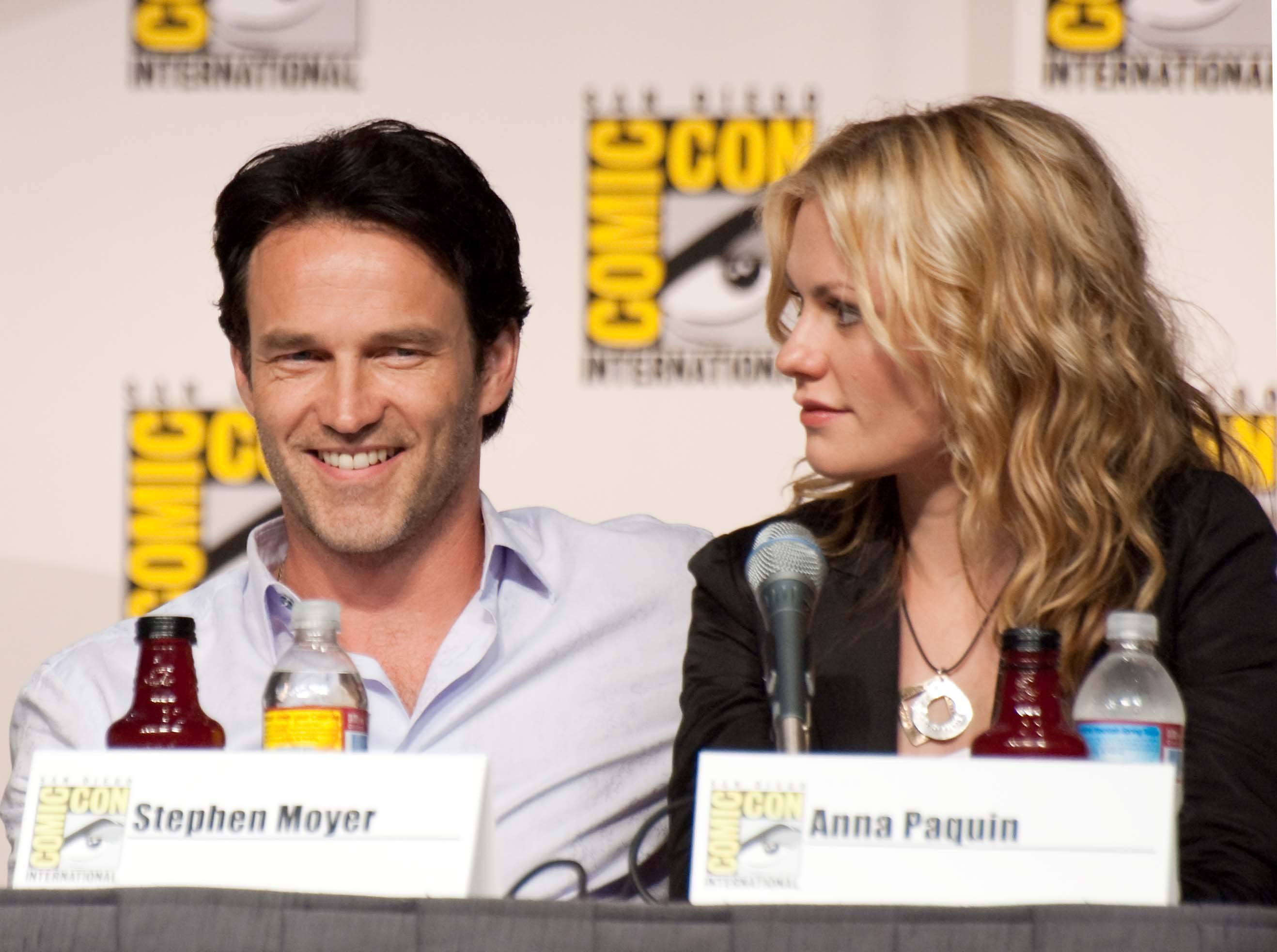
Paquin se svým manželem a hereckým kolegou ze seriálu Pravá krev, Stephenem Moyerem

Dne 5. srpna 2009 bylo oznámeno její zasnoubení s kolegou ze seriálu Pravá krev, o 12 let starším Stephenem Moyerem, s nímž udržovala vztah už od natáčení pilotního dílu v roce 2007. Dne 21. srpna 2010 se vzali v soukromé rezidenci v kalifornském Malibu. Společně s Moyerem žijí ve Venice v Los Angeles. V září 2012 porodila dvojčata, dceru Poppy a syna Charlieho. Moyer už byl z předchozího vztahu otcem syna Billyho (* 2000) a dcery Lilac (* 2002).
Dne 1. dubna 2010 se veřejně přihlásila ke své bisexualitě ve videu pro kampaň Give a Damn. Kampaň inicializovala skupina hájící práva LGBT lidí True Colors Fund, kterou založila Cyndi Lauper. Ve videu Paquin říká: „Jsem Anna Paquin. Jsem bisexuální a je mi to jedno.“ V roce 2012 v rozhovoru pro listopadové číslo magazínu Red uvedla, že se lidé podivují, jak se může definovat jako neheterosexuální a současně být provdaná za muže. V červnu 2014 na Twitteru uvedla, že je hrdou „šťastně provdanou bisexuální matkou“.
Anna Paquin také podporuje charitativní organizace jako Children's Hospital Los Angeles a Make-A-Wish Foundation.

## Filmografie

### Filmy
| Rok  | Název                   | Role                            |
| ---- | ----------------------- | ------------------------------- |
| 1993 | Piano                   | Flora McGrath                   |
| 1996 | Jana Eyrová             | malá Jana Eyrová                |
| 1996 | Cesta domů              | Amy Alden                       |
| 1997 | Amistad                 | královna Isabella II.           |
| 1998 | Zbytečnosti             | Donna                           |
| 1999 | Zuřivost                | Annabel Lee                     |
| 1999 | Taková normální holka   | Mackenzie Siler                 |
| 1999 | Procházka po Měsíci     | Alison Kantrowitz               |
| 2000 | X-Men                   | Rogue/Marie                     |
| 2000 | Na pokraji slávy        | Polexia Aphrodisia              |
| 2000 | Osudové setkání         | Claire Spence                   |
| 2001 | Ukradni, co můžeš!      | Robyn Lee                       |
| 2002 | Temnota                 | Regina                          |
| 2002 | 25. hodina              | Mary D'Annunzio                 |
| 2003 | X-Men 2                 | Rogue/Marie                     |
| 2003 | Laputa: Nebeský zámek   | Sheeta (hlas v anglickém znění) |
| 2004 | Steamboy                | James Ray Steam (hlas)          |
| 2005 | Sépie a velryba         | Lili Thorn                      |
| 2005 | Johanka z Arku          | Johanka z Arku (hlas)           |
| 2006 | X-Men: Poslední vzdor   | Rogue/Marie                     |
| 2006 | Hannibal – Zrození      | pokojská                        |
| 2007 | Modrý stát              | Chloe Hamon                     |
| 2007 | Mosaic                  | Maggie Nelson (hlas)            |
| 2008 | Halloweenská noc        | Laurie                          |
| 2010 | Open House              | Jennie                          |
| 2010 | Romantici               | Lila                            |
| 2011 | Margaret                | Lisa Cohen                      |
| 2011 | Vřískot 4               | Rachel                          |
| 2011 | The Carrier             | Kim                             |
| 2013 | Straight A's            | Katherine                       |
| 2013 | Free Ride               | Christina                       |
| 2014 | X-Men: Budoucí minulost | Rogue / Marie                   |
| 2015 | Hodný dinosaurus        | Ramsey (hlas)                   |
| 2018 | Furlough                | Lily Benson                     |
| 2018 | Sklenka na rozloučenou  | Dr. Jean Markham                |
| 2019 | Irčan                   | Peggy Sheeran                   |
| 2021 | American Underdog       | Brenda Warner                   |

### Televize
| Rok        | Název                                 | Role              | Poznámky                                |
| ---------- | ------------------------------------- | ----------------- | --------------------------------------- |
| 1997       | The Member of the Wedding             | Frankie Adams     | televizní film                          |
| 2007       | Mé srdce pohřběte u Wounded Knee      | Elaine Goodale    | televizní film                          |
| 2008–14    | Pravá krev                            | Sookie Stackhouse | hlavní role, 80 dílů                    |
| 2009       | The Courageous Heart of Irena Sendler | Irena Sendlerová  | televizní film                          |
| 2011       | Phineas a Ferb                        | Kristen (hlas)    | díl: „The Curse of Candace“             |
| 2013       | Susanna                               | Katie             | internetový seriál, hlavní role, 6 dílů |
| 2016       | Kořeny                                | Nancy Holt        | díl: „Part 4“                           |
| 2017       | Bellevue                              | Annie Ryder       | hlavní role, 8 dílů                     |
| 2017       | Philip K. Dick's Electric Dreams      | Sarah             | díl: „Real Life“                        |
| 2017       | Alias Grace                           | Nancy Montgomery  | minisérie, 5 dílů                       |
| 2019–dosud | Flack                                 | Robyn             | 6 dílů                                  |
| 2019       | Aféra                                 | Joanie Lockhart   | 11 dílů                                 |
| 2021       | Moderní láska                         | Isabelle          | díl: „V čekárně odkopnutých“            |

### Divadlo
| Rok  | Název                                            | Role              | Místo uvedení           |
| ---- | ------------------------------------------------ | ----------------- | ----------------------- |
| 2001 | The Glory of Living                              | Lisa              | MCC Theater             |
| 2002 | This is Our Youth                                | Jessica Goldman   | Garrick Theatre         |
| 2003 | Manuscript                                       | Elizabeth Hawkins | Falmouth Academy        |
| 2003 | Drug Buddy                                       | Wendy             | Manhattan Theatre Club  |
| 2004 | Roulette                                         | Jenny             | Ensemble Studio Theatre |
| 2004 | The Distance From Here                           | Shari             | MCC Theater             |
| 2004 | The 24 Hour Plays, South Of The Border           | Maylene           | MCC Theater             |
| 2005 | After Ashley                                     | Julie Bell        | Vineyard Theatre        |
| 2005 | Dog Sees God: Confessions of a Teenage Blockhead | Marcy             | Westside Theatre        |
| 2006 | The 24 Hour Plays, The Blizzard                  | Jenny             | MCC Theater             |

## Ocenění a nominace
| Rok  | Ocenění                                     | Kategorie                                                                   | Práce                                 | Výsledek  |
| ---- | ------------------------------------------- | --------------------------------------------------------------------------- | ------------------------------------- | --------- |
| 1994 | Oscar                                       | Nejlepší ženský herecký výkon ve vedlejší roli                              | Piano                                 | vítězství |
| 1994 | Los Angeles Film Critics Association        | Nejlepší herečka ve vedlejší roli                                           | Piano                                 | vítězství |
| 1994 | Zlatý glóbus                                | Nejlepší ženský herecký výkon ve vedlejší roli                              | Piano                                 | nominace  |
| 1997 | Young Artist Award                          | Nejlepší výkon mladé herečky v hlavní roli v celovečerním filmu             | Cesta domů                            | nominace  |
| 1997 | Young Artist Award                          | Nejlepší výkon mladá herečky v dramatickém filmu                            | Cesta domů                            | nominace  |
| 1998 | Young Artist Award                          | Nejlepší výkon mladé herečky v televizním filmu, pilotním dílu či minisérii | The Member of the Wedding             | nominace  |
| 1999 | Young Artist Award                          | Nejlepší výkon mladé herečky v dramatickém filmu                            | Procházka po Měsíci                   | nominace  |
| 2000 | Young Artist Award                          | Nejlepší výkon mladé herečky ve vedlejší roli v celovečerním filmu          | Procházka po Měsíci                   | nominace  |
| 2000 | Cena Sdružení filmových a televizních herců | Nejlepší výkon obsazení celovečerního filmu                                 | Na pokraji slávy                      | nominace  |
| 2001 | Filmové ceny MTV                            | Nejlepší tým na plátně                                                      | X-Men                                 | nominace  |
| 2001 | Cena Saturn                                 | Nejlepší výkon mladé herečky                                                | X-Men                                 | nominace  |
| 2001 | Cena Sdružení filmových a televizních herců | Nejlepší výkon obsazení celovečerního filmu                                 | X-Men                                 | nominace  |
| 2003 | Teen Choice Awards                          | Nejlepší chemie (se Shewnem Ashmorem)                                       | X-Men 2                               | nominace  |
| 2004 | Filmové ceny MTV                            | Nejlepší polibek (se Shawnem Ashmorem)                                      | X-Men 2                               | nominace  |
| 2007 | Cena Emmy                                   | Nejlepší herečka ve vedlejší roli v minisérii nebo televizním filmu         | Mé srdce pohřběte u Wounded Knee      | nominace  |
| 2008 | Zlatý glóbus                                | Nejlepší herečka ve vedlejší roli v seriálu, minisérii nebo TV filmu        | Mé srdce pohřběte u Wounded Knee      | nominace  |
| 2008 | Cena Sdružení filmových a televizních herců | Nejlepší ženský herecký výkon v minisérii nebo televizním filmu             | Mé srdce pohřběte u Wounded Knee      | nominace  |
| 2008 | Satellite Award                             | Nejlepší herečka v dramatickém seriálu                                      | Pravá krev                            | vítězství |
| 2009 | Zlatý glóbus                                | Nejlepší ženský herecký výkon v seriálu (drama)                             | Pravá krev                            | vítězství |
| 2009 | Satellite Award                             | Nejlepší obsazení televizního seriálu                                       | Pravá krev                            | vítězství |
| 2009 | Cena Saturn                                 | Nejlepší televizní herečka                                                  | Pravá krev                            | nominace  |
| 2009 | Teen Choice Awards                          | Nejlepší letní herečka                                                      | Pravá krev                            | nominace  |
| 2010 | Zlatý glóbus                                | Nejlepší ženský herecký výkon v minisérii nebo TV filmu                     | The Courageous Heart of Irena Sendler | nominace  |
| 2010 | Zlatý glóbus                                | Nejlepší ženský herecký výkon v seriálu (drama)                             | Pravá krev                            | nominace  |
| 2010 | People's Choice Awards                      | Oblíbená televizní herečka v dramatickém seriálu                            | Pravá krev                            | nominace  |
| 2010 | Satellite Award                             | Nejlepší herečka v dramatickém seriálu                                      | Pravá krev                            | nominace  |
| 2010 | Cena Saturn                                 | Nejlepší televizní herečka                                                  | Pravá krev                            | nominace  |
| 2010 | Scream Award                                | Nejlepší hororová herečka                                                   | Pravá krev                            | vítězství |
| 2010 | Cena Sdružení filmových a televizních herců | Nejlepší výkon obsazení dramatického seriálu                                | Pravá krev                            | nominace  |
| 2010 | Teen Choice Awards                          | Nejlepší letní herečka                                                      | Pravá krev                            | nominace  |
| 2010 | Teen Choice Awards                          | Nejlepší televizní herečka ve fantasy nebo sci-fi                           | Pravá krev                            | nominace  |
| 2010 | Cena Saturn                                 | Nejlepší televizní herečka                                                  | Pravá krev                            | nominace  |
| 2011 | Teen Choice Awards                          | Nejlepší televizní herečka ve fantasy nebo sci-fi                           | Pravá krev                            | nominace  |
| 2012 | Teen Choice Awards                          | Nejlepší televizní herečka ve fantasy nebo sci-fi                           | Pravá krev                            | nominace  |